# Giorgio Marchetti
Giorgio Marchetti (Luino, 1º gennaio 1960) è un dirigente sportivo italiano, vice segretario generale della UEFA.

## Biografia
Nato a Luino, nel Varesotto, è sposato con Matilde e ha tre figli (Andrea, Davide e Matteo) e vive con loro a Nyon, città ove risiede l'UEFA.

## Carriera
Iniziò la carriera da dirigente sportivo negli anni ottanta nella Lega Calcio. Per la Confindustria del calcio italiano ricoprì il ruolo di segretario generale dal 1997 (già dal 1991 era vice della stessa carica), occupandosi nella gestione Carraro alla FIGC e Galliani (Lega) soprattutto dei nuovi sistemi di trasferimento riformati dopo la Sentenza Bosman di due anni prima, ma anche dei calendari e delle licenze, oltre a ricoprire ruoli all’interno di varie commissioni UEFA.
A inizio 2004, con la nuova gestione di Lars-Christer Olsson come direttore generale, venne chiamato proprio dalla confederazione europea a dirigere il dipartimento del calcio professionistico e direttore marketing e commerciale. Nel 2007 diventò Direttore di tutte le competizioni UEFA, per club e nazionali, sia per i club senior che per squadre e rappresentative giovanili. Nel dicembre 2016 è diventato Direttore della parte sportiva (Director of Football), ricevendo la responsabilità su questioni tecniche e di sviluppo dei regolamenti. Contestualmente, con l'elezione di Gianni Infantino alla presidenza FIFA, viene promosso al ruolo Vice Segretario Generale UEFA. Già da direttore delle competizioni coadiuvava Infantino nell'espletamento dei sorteggi di tutte le competizioni UEFA. Con l'elezione di quest'ultimo alla massima carica internazionale, ha preso il suo posto di protagonista nei sorteggi.